# Игнас Ла Мусс
Игна́с Партюи́ (фр. Ignace Partui), более известный как Игна́с Франси́с Ла Мусс или Игна́с Старший (фр. Ignace Francis La Mousse, фр. Le Vieil Ignace, около 1780 — 1837) — ирокезский траппер и первопроходец, поспособствовавший христианизации салишей и заселению европейцами территории современного штата Монтана.

## Биография
Игнас Партюи родился около 1780 года в Квебеке, неподалёку от Монреаля. Его детство прошло в деревне Сен-Франсуа-Ксавье-дю-Со (фр. Saint-François-Xavier-du-Sault, ныне Канаваке), расположенной на южном берегу реки Святого Лаврентия, где действовала иезуитская миссия. Игнас получил хорошее образование у иезуитов, свободно говорил на французском и английском языках, а также отличался ревностной приверженностью к христианской вере.
Около 1816 года Игнас Ла Мусс, получивший это прозвище из-за роста, возглавил группу из 24 ирокезских трапперов, с которыми пересёк континент и поселился на землях флатхедов в долине реки Биттеррут. Ла Мусс, будучи отличным рассказчиком, заинтересовал вождя флатхедов историями о своём детстве, а именно о Боге, христианской вере и «чёрных мантиях», то есть иезуитах. Рассказы о последних перекликались с легендами и преданиями флатхедов, предвещавшими появление «чёрных мантий», которые принесут «сильное исцеление» в долину Биттеррут. Ла Мусс, как и другие ирокезы, взял в жёны индианку из флатхедов. В этом браке родилось двое детей — Шарль (около 1821 года) и Франсис-Ксавье (около 1825 года).
В 1821 году промысел пушнины в регионе подвергся серьёзным изменениям — было произведено слияние Компании Гудзонова залива с Северо-Западной компанией, что значительно ограничило возможности промысла для ирокезских трапперов. В связи с этим многие ирокезы, включая Ла Мусса, перешли к торговле с Американской меховой компанией, чьи представители находились в Сент-Луисе, Миссури. Благодаря этим обстоятельствам Ла Мусс узнал о присутствии иезуитов в Сент-Луисе. Это открытие привело к организации в 1831 году первой экспедиции из семи человек, в которую входили представители флатхедов и их соседей не-персе, с целью приглашения миссионеров в долину Биттеррут. Экспедиция закончилась неудачно — трое из семи участников вернулись назад ещё на пути в Сент-Луис, ещё трое умерли от болезней в пути и по прибытии, а оставшийся не-персе хоть и смог договориться о встрече с Уильямом Кларком, но не получил какого-либо ответа на прошение, вероятно в том числе по причине языкового барьера. Тем не менее делегация индейцев с целью приобщения к христианской вере вызвала всплеск интереса и история их предприятия была опубликована в газете Christian Advocate (выпуск от 1 марта 1833 года).  
Флатхеды ждали возвращения экспедиции до 1835, когда Игнас Ла Мусс решил самостоятельно отправиться в Сент-Луис, но его просьба не была удовлетворена по причине отсутствия средств для создания миссии у иезуитов. Третью экспедицию, отправленную в 1837 году, ожидала иная участь — на пути в Сент-Луис, около форта Ларами (современный город Форт-Ларами, Вайоминг) они, включая Ла Мусса, возглавлявшего группу для большей успешности переговоров, были убиты индейцами сиу. 
В 1839 году, через два года после гибели Игнаса Ла Мусса, флатхеды отправили новую экспедицию под руководством ирокезов Пьера Гоше и Игнаса Младшего. Этой группе наконец удалось достичь успеха — спустившись на каное по рекам Йеллоустон и Миссури, они остановились в миссии Святого Иосифа в районе современного города Каунсил-Блафс, Айова, где повстречались с группой иезуитов, возглавляемых Пьером-Жаном Де Сметом, известным миссионером и первопроходцем. Эта встреча уверила Де Смета в необходимости создания миссии у реки Биттеррут, поэтому далее они вместе направились в Сент-Луис, где получили согласие епископа Жозефа Розати. Два года спустя в долине Биттеррут была основана миссия Святой Марии, ставшая первым постоянным поселением европейцев и первой христианской миссией на территории будущего штата Монтана и всего Северо-Запада США.